# Abdelaziz Sfar
Pour les articles homonymes, voir Sfar.
Abdelaziz Sfar, né le 7 novembre 1939 à Bizerte et décédé le 29 avril 2012 à Tunis, est un joueur, entraîneur, enseignant et dirigeant du handball tunisien.

## Biographie
C'est au lycée de Sousse qu'il découvre le handball auquel il consacre toute sa vie. Il intègre les rangs du Stade soussien, avec lequel il remporte le championnat de seconde division Centre-Sud en 1958-1959, et accède à l'élite. Il est appelé au sein de l'équipe de Tunisie. Les grandes équipes se disputent ses services mais, contre toute attente après avoir signé au Club africain et joué quelques matchs, il s'envole pour la France pour poursuivre ses études à l'Institut national du sport, de l'expertise et de la performance de Vincennes (1962-1966).
Il obtient un CAPEPS (spécialité handball) à l'École normale supérieure d'éducation physique de Paris en juin 1966, un diplôme d'études supérieures spécialisé en gestion administrative du sport (« Organisation et fonctionnement du sport scolaire en fonction du plus grand nombre ») dans le même établissement en octobre 1976 et surtout un doctorat en sciences de l'éducation (département de sociologie), doctorat portant sur l'Analyse institutionnelle du sport scolaire en Tunisie, en juin 1976.
À son retour, il met ses connaissances au service du handball tunisien, en tant qu'enseignant à l'INS de Ksar Saïd[Quoi ?], directeur ENPAEP[Quoi ?] du même établissement (1968-1969), secrétaire général (1967-1969), vice-président (1969-1971) et membre de la commission technique (1980-1981) de la Fédération tunisienne de handball ; il est aussi directeur des sports civils de 1987 à 1989, chargé de cabinet du ministre des Sports en 1993, directeur du cours national de l'école itinérante d'administration sportive de la solidarité olympique en juillet 1996 et 1997, membre de l'académie nationale olympique tunisienne de 1995 à 1999, directeur technique national en 2006 et directeur d'administration centrale à la direction générale des sports relevant du ministère de la Jeunesse et des Sports. Il entraîne l'équipe nationale espoirs de 1969 à 1971 et l'équipe nationale, avec Hechmi Razgallah, entre 1981 et 1982.
Abdelaziz Sfar est par ailleurs enseignant et chercheur à l'Institut supérieur du sport et de l'éducation physique de Ksar Saïd, dont il devient directeur entre 1969 et 1973 et, une seconde fois, entre 1995 et 2000.
Mort le 29 avril 2012, il est inhumé le lendemain à Mahdia.

## Carrière

### Joueur
- 1957-1961 : Stade soussien
- 1961-1962 : Al Mansoura Chaâbia de Hammam Lif
- 1962 : Club africain
- 1966-1970 : Association sportive des PTT

### Entraîneur
- 1966-1968 : Association sportive des PTT
- 1968-1969 : Stade tunisien
- 1974 : Club sportif de Hammam Lif
- 1975-1977 : Stade nabeulien
- 1977-1980 : Club sportif de Hammam Lif
- 1987 : Club sportif de Hammam Lif
- 2008 : Stade nabeulien[2]

Il exerce aussi à plusieurs reprises dans des pays du Golfe comme l'Arabie saoudite (En Nejma), Bahreïn (Al Hilal) et les Émirats arabes unis (Al Ain). Il a d'ailleurs, avec l'équipe de Bahreïn, été champion des clubs détenteurs de coupe des pays du Golfe en 2001. Il a aussi remporté une médaille d'or sur le plan africain (CAN) et la médaille de bronze à Split aux Jeux méditerranéens de 1979.

### Instructeur
De 1972 à 1990, Abdelaziz Sfar est instructeur auprès de l'Union arabe du sport, à la tête de onze stages de formation, et auprès de la Fédération internationale de handball (avec des stages à Oman, en Sierra Leone, etc.) de 1985 à 1990.

### Autres
Il a aussi été consultant technique de la chaîne Al Jazeera lors du championnat du monde masculin de handball 2005.

### Décorations
Il obtient la médaille du Travail en 1974, la médaille de l'ordre du Mérite de l'éducation en juillet 1997 et de la médaille de l'ordre du Mérite sportif en juillet 2001.